# イマジネーション (ブライアン・ウィルソンのアルバム)
『イマジネーション』（Imagination）は、アメリカ合衆国のミュージシャン、ブライアン・ウィルソンが1998年に発表したスタジオ・アルバム。

## 背景
本作で共同プロデューサーに起用されたジョー・トーマスは、かつて「バディ・ラヴ」というリングネームでプロレスラーとして活動していた。なお、トーマスは本作に先がけて、ウィルソンの娘カーニー・ウィルソンとウェンディ・ウィルソンによるアルバム『The Wilsons』（1997年）でも、ウィルソンと共に共同プロデューサーを務めている。また、トーマスの紹介により、元サバイバーのジム・ピートリックがソングライティングおよびレコーディングに貢献した。
収録曲のうち「キープ・アン・アイ・オン・サマー」と「レット・ヒム・ラン・ワイルド」はザ・ビーチ・ボーイズ時代に発表した曲のリメイクで、「レイ・ダウン・バーデン」は、本作のリリース前に肺癌で死去した実弟カール・ウィルソンを追悼した曲である。また、「シー・セズ・ザット・シー・ニーズ・ミー」と「ハッピー・デイズ」はザ・ビーチ・ボーイズの未発表曲が原型となっている。
ウィルソンは本作の制作を通じて自信を取り戻し、1999年3月には、ソロ転向後としては初のコンサート・ツアーを開始した。

## 反響・評価
母国アメリカでは、自身10年ぶりのBillboard 200入りを果たし、最高88位を記録した。また、本作からのシングル「ユア・イマジネーション」は『ビルボード』のアダルト・コンテンポラリー・チャートで20位に達した。イギリスでは3週にわたり全英アルバムチャートでトップ100入りし、最高30位を記録した。
Stephen Thomas Erlewineはオールミュージックにおいて5点満点中3点を付け「ウィルソンの曲作りは、彼のピークであった1960年代に匹敵する魔法こそないかもしれないが、愛らしい"Cry"、晴れ晴れとした"South America"のコーラス、感動的な"Lay Down Burden"、重層的なアヴァン・ポップ"Happy Days"等、高揚できる瞬間も幾つかある」と評している。

## 収録曲
1. ユア・イマジネーション - "Your Imagination" (Brian Wilson, Joe Thomas, Steve Dahl) - 3:39
2. シー・セズ・ザット・シー・ニーズ・ミー - "She Says That She Needs Me" (B. Wilson, Russ Titelman, Carole Bayer Sager) - 3:59
3. サウス・アメリカン - "South American" (B. Wilson, J. Thomas, Jimmy Buffett) - 3:44
4. ホエア・ハズ・ラヴ・ビーン - "Where Has Love Been?" (B. Wilson, Andy Paley, J.D. Souther) - 2:17
5. キープ・アン・アイ・オン・サマー - "Keep an Eye on Summer" (B. Wilson, Mike Love, Bob Norberg) - 2:48
6. ドリーム・エンジェル - "Dream Angel" (B. Wilson, J. Thomas, Jim Peterik) - 3:22
7. クライ - "Cry" (B. Wilson) - 4:56
8. レイ・ダウン・バーデン - "Lay Down Burden" (B. Wilson, J. Thomas) - 3:44
9. レット・ヒム・ラン・ワイルド - "Let Him Run Wild" (B. Wilson, M. Love) - 2:30
10. サンシャイン - "Sunshine" (B. Wilson, J. Thomas) - 3:21
11. ハッピー・デイズ - "Happy Days" (B. Wilson) - 4:44

### 日本初回盤CD (BVCG-706)ボーナス・トラック
1. ユア・イマジネーション（アカペラ） - "Your Imagination (A Capella)" (B. Wilson, J. Thomas, S. Dahl)

## 参加ミュージシャン
- ブライアン・ウィルソン - ボーカル、バッキング・ボーカル、ピアノ、ハモンドオルガン、キーボード
- ジョー・トーマス - ピアノ、ハモンドオルガン、キーボード、アコーディオン、パーカッション、ティンパニ、ヴィブラフォン
- ジム・ピートリック（英語版） - ギター(on #1, #6)
- ブレント・ローワン - ギター(on #2, #8, #9, #10, #11)、マンドリン(on #10)、シタール(on #10, #11)
- グレッグ・リース（英語版） - ギター(on #3, #4, #5, #6, #7)
- トム・チャフィー - ギター(on #3)
- スコット・ベネット - ギター(on #5, #8)
- マイケル・ローズ - ベース(on #1, #2, #4, #6, #7, #9, #10, #11)
- ボブ・リジック - ベース(on #5, #8)
- ジェイソン・タータン - アディショナル・ベース(on #1)、フレンチホルン(on #6)
- エディ・バイヤーズ - ドラムス(on #1, #2, #4, #6, #7, #9, #10, #11)
- トッド・サッチャーマン - ドラムス(on #5, #8)
- ジャッキー・バートン - パーカッション(on #1, #3, #4, #7, #11)
- ポール・マーテンス - クラリネット(on #1, #2, #8, #10, #11)、バスクラリネット(on #1)、フルート(on #1, #2, #8, #11)、アルト・サクソフォーン(on #3, #8, #9, #11)、バリトン・サクソフォーン(on #3, #8, #9, #10, #11)
- リッチー・カナータ - サクソフォーン(on #2)
- チャック・ソウマー - トランペット(on #1, #3, #9, #11)
- ジョン・ラーソン - トランペット(on #3, #11)
- ラリー・フランクリン - ヴァイオリン、ヴィオラ(on #2, #4, #5)